# Universidade do Sudeste da Noruega
A Universidade do Sudeste da Noruega  (em norueguês:  Universitetet i Sørøst-Norge  ou Universitetet i Søraust-Noreg) é uma instituição pública de ensino superior, com instalações nas cidades de Bø, Porsgrunn, Notodden, Rauland, Drammen, Hønefoss, Kongsberg e Horten, na Noruega.
Tem cerca de 18 000 estudantes e conta com 1 600 professores e funcionários.